# 구스노키정
구스노키정(楠町)은 야마구치현 남서부에 있던 정이다.
2004년 10월 1일에 우베시에 편입되었다.

## 역사
- 진구 황후가 인연이 있는 땅이며, 마을 이름인 구스노키정도 그 전설에서 따왔다. 또한 동네 선목이나 만창(萬倉)이라 한 지명도 그 전설에서 유래되었다.
- 에도 시대는 후나키가 산요도의 슈쿠바 마을이 되어 번성했다. 1650년 후나키 재판이 설치되었고, 이후 다이쇼 시대 무렵까지 옛 아쓰사 군의 중심지가 된다. 또한 선목에 대관소와 옛 아쓰사군 일대에 탄광을 캐낼 권리인 "광구"를 주는 관공서가 있었다. 지금도 선목에는 가정법원과 간이법원이 남아 있다

- 1955년 4월 1일 - 후나키정, 기베촌, 마쿠라촌이 합병해 성립하였다.
- 2004년 11월 1일 - 우베시에 편입되었다. 동일 구스노키정이 폐지되었다.

## 교통

### 도로
정의 동서를 국도 2호선이, 남북을 야마구치현도 29호 우베 후나키선·야마구치 현도 30호 오노다 미토 선·야마구치 현도 37호 우베 미토선이 관통하고 있다. 중심지의 후나키가 원래 산요도의 역참 마을이였던 적도 있어 야마구치 현도 29호 우베 후나키 선·야마구치 현도 30호 오노다 미토 선은 후나키 철도 폐선부지를 이용하는 등 비교적 이른 시기부터 정비가 이루어져 우베·오노다 지구와 하기·미토 지구를 연결하는 간선 루트가 되고 있다. 또한 이 도로는 우베·오노다 시가에서 아키요시다이 등으로 갈 때에도 편리하다.
- 국도 제2호선